# Проналазач
Проналазач је особа која се бави проналажењем, конструисањем, откривањем нових предмета. Проналазач не мора бити особа са високим образовањем. До проналаска неког новог открића се долази размишљањем о одређеном проблему.
Идеја за проналаском може доћи и спонтано, па је Никола Тесла један од својих проналазака, обртно магнетско поље, пронашао седећи у парку. Пошто при себи није имао ни папир ни оловку први цртеж решења је нацртао на земљи уз помоћ штапа.
Проналазач често може да буде изложен неком проблему, који покушавајући да реши, као резултат даје проналазак. На пример обећана је велика награда особи која снагом својих мишића и летјелице коју конструише прелети Ламанш.
У новије време проналазачи своја права могу да остваре патентирањем својих проналазака у патентним заводима. У праву постоји посебна област која се бави патентним правом.